# Bernhard Grzimek

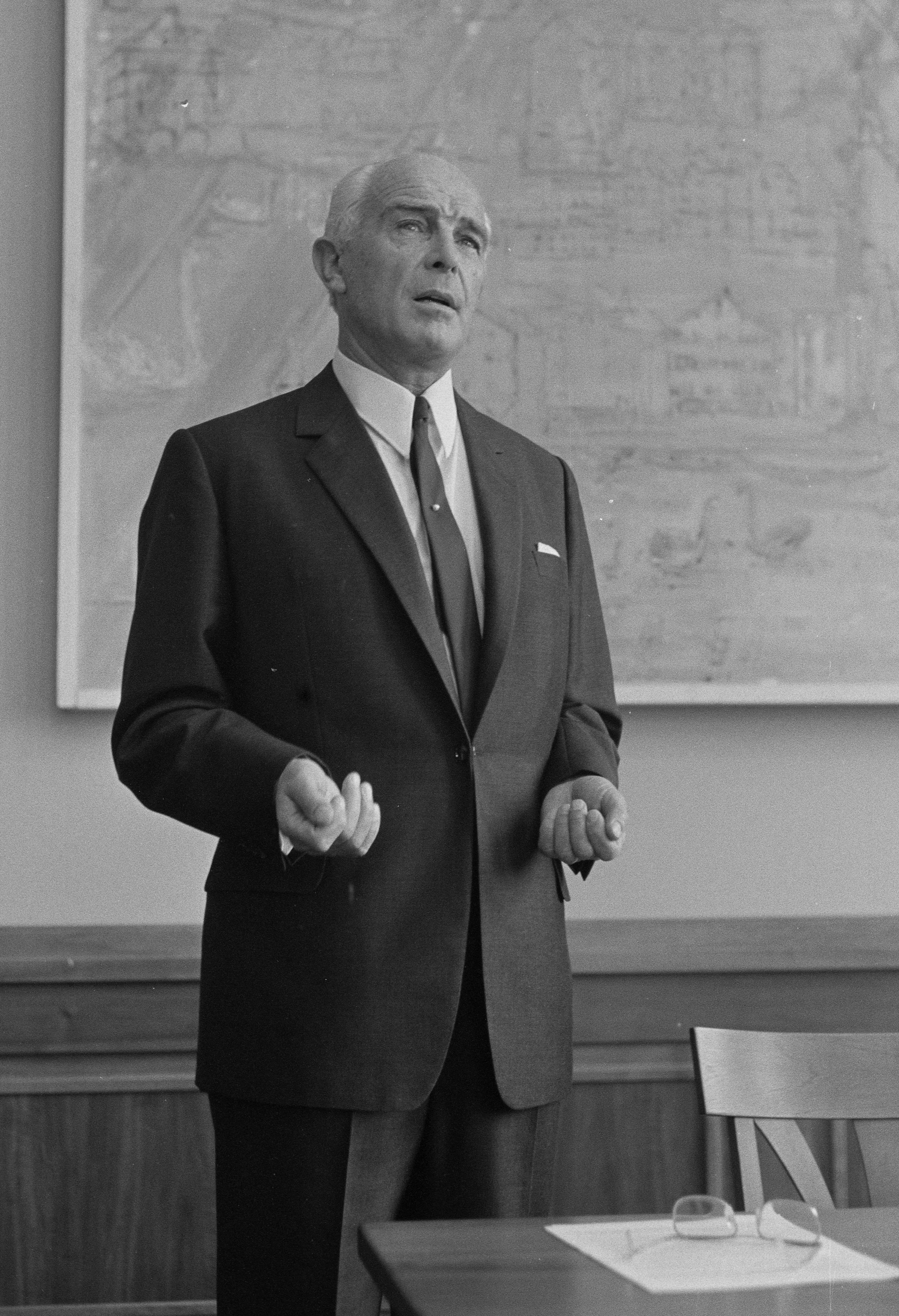
Bernard Grzimek, 1967 in Zürich

Bernhard Klemens Maria Hofbauer Pius Grzimek [ˈgʒɪmɛk] (* 24. April 1909 in Neisse; † 13. März 1987 in Frankfurt am Main) war ein deutscher Tiermediziner, Zoologe, Tierschützer und Verhaltensforscher, langjähriger Direktor des Frankfurter Zoos, Tierfilmer, Autor sowie Herausgeber von Tierbüchern, einer nach ihm benannten Enzyklopädie des Tierreichs sowie Präsident der Zoologischen Gesellschaft Frankfurt.
In den 1960er- und 1970er-Jahren war er mit regelmäßigen Fernsehmoderationen für den Hessischen Rundfunk der bekannteste Tierfachmann Deutschlands. Sein Dokumentarfilm Serengeti darf nicht sterben wurde 1960 als erster deutscher Film nach dem Zweiten Weltkrieg mit einem Oscar ausgezeichnet. Er veröffentlichte anfangs auch unter dem Pseudonym Clemens Hoffbauer.

## Leben und Wirken

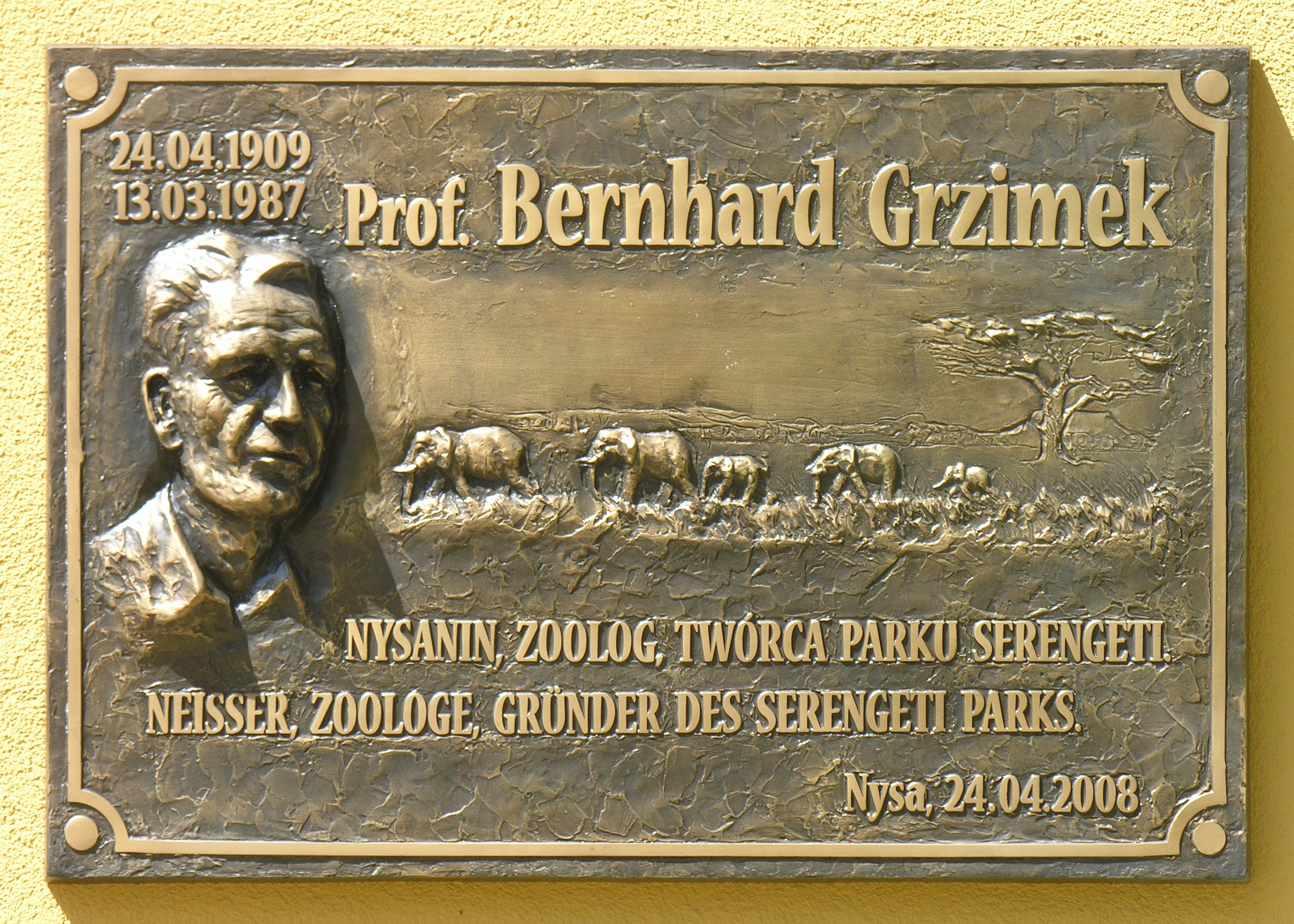
Gedenktafel für Bernhard Grzimek in Neiße im heutigen Polen

### Familie
Bernhard Grzimek kam zur Welt als jüngstes Kind des Rechtsanwalts und Notars Paulfranz (Paul Franz Constantin) Grzimek (* 18. September 1859 in Schwesterwitz; † 6. April 1912 in Neiße), Justizrat zu Neiße, und dessen zweiter Ehefrau Margarete (Margot) Wanke (* 4. April 1876 in Rybnik; † 11. Oktober 1936 auf der Durchreise in Leipzig), Trägerin des Verdienstkreuzes für Kriegshilfe. Er hatte fünf Geschwister: Brigitte (1903–1937), Franziska (1904–?), Notker (1905–1945) und Ansgar (1907–1986) sowie eine ältere Halbschwester namens Barbara aus der ersten Ehe des Vaters. Grzimek gibt in seiner Autobiographie von 1974 zu seinen Vornamen an, dass jedes seiner Geschwister den Namen des regierenden Papstes erhielt, er erhielt dazu noch den vollständigen Namen des heiliggesprochenen Wiener Redemptoristen Klemens Maria Hofbauer als Vornamen. Bernhard hieß er nach seinem Großvater mütterlicherseits.
Noch als Student heiratete Grzimek am 17. Mai 1930 in Wittenberg Hildegard Prüfer, die Tochter des Lehrers Max Prüfer und dessen Ehefrau Meta Fritsche. Bernhard und Hildegard Grzimek hatten drei Söhne: Rochus (* 1931), Michael (1934–1959) und den Adoptivsohn Thomas (1950–1980). Michael Grzimek starb im Januar 1959 während der Dreharbeiten zu dem erfolgreichen Dokumentarfilm Serengeti darf nicht sterben bei einem Flugzeugabsturz. Thomas Grzimek beging 1980 Suizid. Bernhard Grzimeks erste Ehe wurde 1973 geschieden. Am 30. Mai 1978 heiratete er seine Schwiegertochter Erika Schoof (* 31. Juli 1932; † 9. Februar 2020), die Witwe seines Sohnes Michael, und adoptierte deren Kinder. Aus einer langjährigen außerehelichen Beziehung gingen Grzimeks Kinder Monika Karpel (* 1940) und Cornelius (* 1945) hervor.

### Schule und Studium

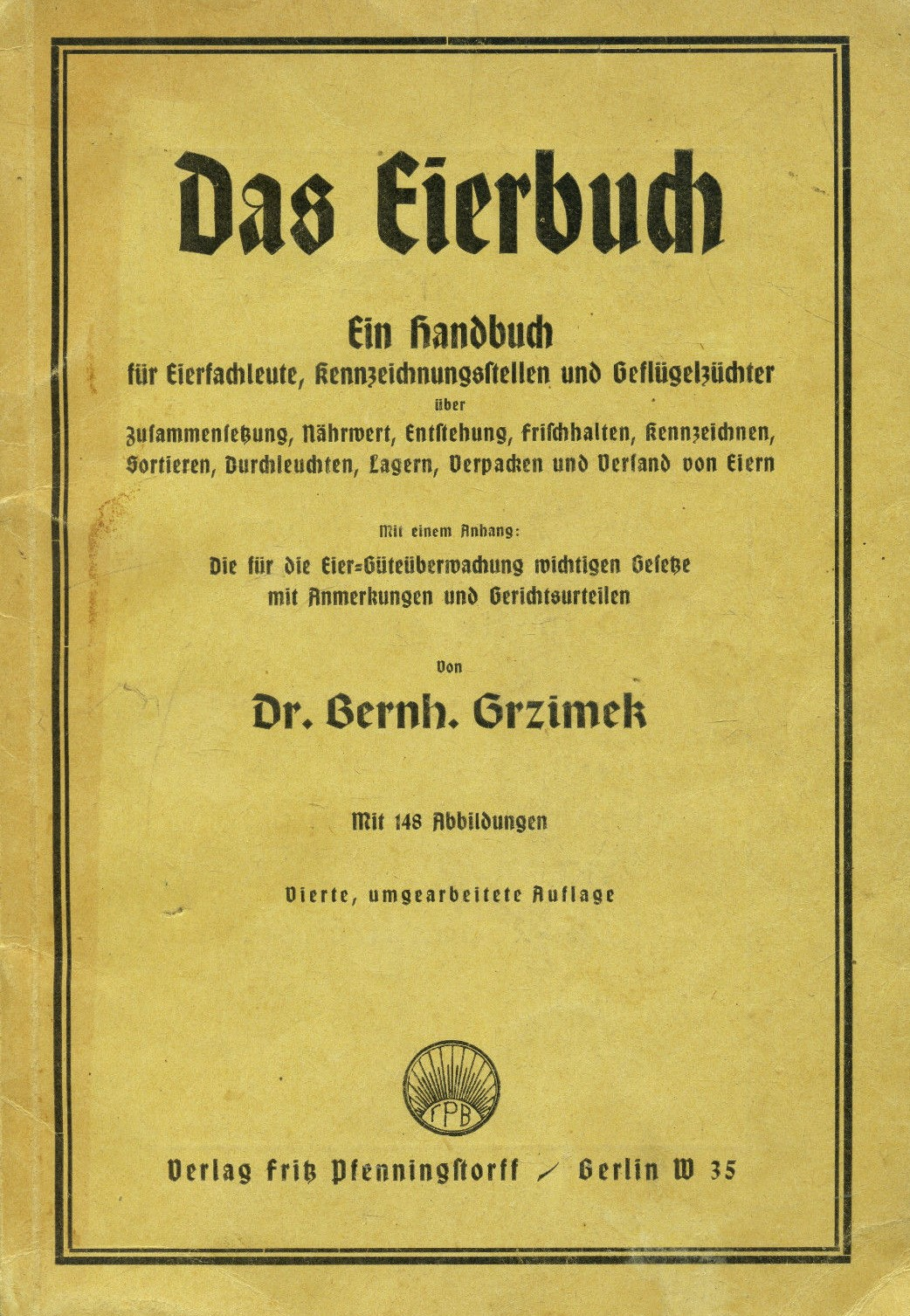
Bernhard Grzimek: Das Eierbuch, Vierte Auflage, 1938

Grzimek besuchte von 1915 bis 1919 die Volksschule und von 1919 bis zum Abitur (Ostern 1928) ein Realgymnasium in seiner Heimatstadt. Mitschüler gaben ihm den Spitznamen Igel. Dieses Tier wurde später zu seinem Wappentier, das er auch auf seiner Krawatte eingestickt hatte. Er wurde schon mit 19 Jahren für volljährig erklärt, da sein Vater bereits 15 Jahre zuvor gestorben war und er seinen Lebensunterhalt als Leiter eines landwirtschaftlichen Betriebs mit Geflügelfarm und Spargelplantage bei Erkner verdienen musste. Ab 1928 studierte er Tiermedizin, zunächst in Leipzig, wo er der katholischen Studentenverbindung K.D.St.V. Burgundia Leipzig beitrat, bald aber an der Tierärztlichen Hochschule Berlin, wo er im Herbst 1932 sein Staatsexamen bestand und im Februar 1933 mit einer Dissertation über Das Arteriensystem des Halses und Kopfes, der Vorder- und Hintergliedmaße von Gallus domesticus zum Dr. med. vet. promoviert wurde.

### Berlin, 1933 bis 1945
Von Februar 1933 bis Herbst 1933 war er als Sachverständiger im Preußischen Landwirtschaftsministerium beschäftigt, danach bis 1937 als Referent im Reichsnährstand. Im Juli 1933 trat er der SA bei, in welcher er bis 1935 verblieb, und zum 1. Mai 1937, nach Ende des Aufnahmestopps, schloss er sich der NSDAP an (Mitgliedsnummer 5.919.786).
Von Januar 1938 bis zur Auflösung aller deutschen Regierungsstellen am 8. Mai 1945 war er als Regierungsrat im Reichsministerium für Ernährung und Landwirtschaft und dort vor allem (und erfolgreich) mit Rinder- und Geflügelseuchenbekämpfung beschäftigt sowie mit der Verbesserung der Lagerung von Hühnereiern. Mit der Senkung des Anteils fauler Eier von zuvor vier Prozent auf 0,0016 Prozent wurde die Voraussetzung für die Kühlhauslagerung deutscher Eier geschaffen, zuvor konnten dafür ausschließlich Importeier verwendet werden.
Sein Handbuch der Geflügel-Krankheiten wurde noch in den 1960er-Jahren neu aufgelegt. Seine Habilitationsschrift über Gewichtsverlust und Luftkammervergrößerung von Eiern in handelsüblichen Packungen, sowie über den Einfluß des Waschens von Eiern wurde jedoch 1936 als ungeeignet und wissenschaftlich unzureichend beurteilt. Nach Forschungen der Wissenschaftshistorikerin Tania Munz hat Grzimek 1941 mutmaßlich zugunsten des späteren Nobelpreisträgers Karl von Frisch interveniert und ihn so vor Entlassung und Kriegsdienst geschützt.
Neben seinem „Brotberuf“ beschäftigte sich Bernhard Grzimek intensiv mit verhaltenskundlichen Themen, speziell mit Menschenaffen und Wölfen; seine Studien erschienen unter anderem in der renommierten Zeitschrift für Tierpsychologie, außerdem schrieb er Kolumnen über Verhaltensforschung für das in Frankfurt am Main erscheinende Illustrierte Blatt. Überliefert ist, dass Grzimek dank seines verhaltenskundlichen Fachwissens eine Tigergruppe des Zirkus Sarrasani mehrfach allein dem Publikum vorführte:

„Der Tierarzt Grzimek hat sich aber auch als meisterhafter Experimentator erwiesen und für seine wissenschaftlichen Erfahrungen selbst die eigene Haut in den Königstigerkäfig getragen. Er versuchte damals durch Vorführung der Sarrasani-Tigergruppe den Beweis zu erbringen, daß nur eine peinlich genaue Kenntnis der Tierpsychologie und die kunstgerechte Handhabung von Peitsche und Stock einen solchen Gang (der freilich aus vielen zusätzlichen Gründen letzthin trotz allem ein Wagnis bleiben wird) zu rechtfertigen vermag.“

Mindestens von April 1936 bis Januar 1937 hielt Bernhard Grzimek Vorträge im Rundfunk, so etwa am 26. April 1936 über „Jetzt ist es Zeit, Eier einzulegen!“ oder am 14. Januar 1937 zum Thema „Angorawolle setzt sich durch!“.
Im Zweiten Weltkrieg wurde Grzimek Veterinär in der Wehrmacht. Er nutzte diese Tätigkeit unter anderem für Studien über die Farbwahrnehmung und zum Heimfindeverhalten von Militärpferden. Außerdem arbeitete er mit Elefanten. In den Kriegsjahren war er meist einer militärischen Dienststelle in Berlin zugeordnet, damit er noch stundenweise im Reichsernährungsministerium arbeiten konnte.

„Der Tierforscher Dr. Bernhard Grzimek hat (im Rahmen pferdepsychologischer Untersuchungen im Aufträge des Veterinärinspekteurs) in einer Einheit der Ostfront einem Fohlen gleich bei der Geburt die Augen verbunden und es sofort in eine Scheune gebracht, wo es nie ein anderes Pferd zu sehen bekam. Es lief dem Forscher, aber auch jedem anderen Menschen, nach wie einem Herdengenossen.“

Grzimek lebte von 1937 bis 1945 in Berlin-Johannisthal. Anfang 1945 durchsuchte die Gestapo seine Wohnung, da er wiederholt versteckte Juden mit Lebensmitteln versorgt hatte. Daraufhin flüchtete Grzimek aus Berlin, kam zunächst nach Detmold und im März nach Frankfurt am Main.

### Frankfurt am Main, 1945 bis 1974
In Frankfurt hatte die US-Militärregierung am 28. März den ehemaligen Hauptschriftleiter des Frankfurter Illustrierten Blattes, Wilhelm Hollbach, als provisorischen Oberbürgermeister eingesetzt. Grzimek wurde im April Hollbachs persönlicher Referent und nach eigenen Angaben von den US-Behörden als Nachfolger des SA-Führers Fritz Stollberg zum Frankfurter Polizeipräsidenten ernannt. Er lehnte diese Tätigkeit aber ab und wurde stattdessen am 1. Mai 1945 von Hollbach zum Direktor des Zoologischen Gartens berufen. In dieser Funktion war er Hollbach direkt unterstellt.
Grzimek nutzte seine Position dazu, die bereits verfügte, dauerhafte Schließung des Frankfurter Zoos zu unterlaufen. Nur zwanzig größere Tiere hatten die Luftangriffe auf Frankfurt am Main überlebt. Der völlig zerstörte Zoo sollte aus dem dichtbesiedelten Frankfurter Ostend herausgenommen und am Stadtrand neu errichtet werden. Pläne hierfür lagen bereits seit 1926 in den Akten des Magistrats. An deren Verwirklichung in absehbarer Zeit glaubte Grzimek nicht. Stattdessen ließ er kurzerhand einige der beschädigten Zoogebäude provisorisch wieder herrichten und die Bombentrichter auf dem Zoogelände beseitigen.
Schon am 1. Juli 1945 wurde der Zoo wieder eröffnet und wies Ende 1945 mit 563.964 Besuchern bereits mehr als doppelt so viele auf wie in der Vorkriegszeit. Mit Volksfesten, Tanzveranstaltungen und Schaustellern hatte Grzimek die Frankfurter Bevölkerung in den Zoo gelockt und so die Zustimmung der provisorischen Stadtverwaltung und der US-Militärs zum Erhalt des Frankfurter Zoos bewirkt, der bis Ende 1947 zugleich der größte Vergnügungspark Hessens war.
Nebenbei war Grzimek von 1945 bis 1946 kommissarischer Leiter der damaligen Staatlich anerkannten Vogelschutzwarte Frankfurt am Main. Sein wissenschaftlicher Assistent war von 1946 bis 1950 der spätere Nürnberger Zoodirektor, Alfred Seitz.
Ende 1947 warf die US-Militärregierung Grzimek vor, seine Mitgliedschaft in der NSDAP verschwiegen zu haben, und belegte ihn unter anderem mit einer rechtskräftigen Geldstrafe von 5000 Reichsmark. Grzimek stritt einen Beitritt oder eine Anwartschaft zur NSDAP stets ab. Die Frankfurter Spruchkammer sah seine Mitgliedschaft aufgrund bestimmter Indizien nicht als erwiesen an und bescheinigte ihm am 23. März 1948 aufgrund mehrerer Zeugenaussagen im Gegenteil, „dass er wiederholt und fortgesetzt aktiven Widerstand gegen die nationalsozialistische Gewaltherrschaft geleistet hat“ und daher „in die Gruppe der Entlasteten eingereiht“ werde. Daraufhin wurde die ihm auf Weisung der US-Behörden bereits schriftlich mitgeteilte Amtsenthebung wieder zurückgenommen. Mehrfache weitere Vorwürfe und Klagen, vor allem vorangetrieben durch den damaligen Münchner Zoodirektor Heinz Heck, veranlassten Grzimek, sich Ende der 1940er Jahre nach anderen Wirkungsfeldern, zum Beispiel im Zoo Schweinfurt, umzusehen. Bis zu seiner Pensionierung am 30. April 1974 blieb Bernhard Grzimek jedoch Direktor des Frankfurter Zoos.
1954 gründete er mit seinem Sohn Michael die Okapia KG, eine bis heute erfolgreiche Bildagentur. Gemäß eigener Aussage in seiner Autobiographie war sie eine regelmäßige Einkommensquelle und wirtschaftliche Absicherung gegen politischen Druck auf seine Amtsführung und herausgeberische Tätigkeit.
Von 1970 bis 1973 war Bernhard Grzimek der Beauftragte der deutschen Bundesregierung für den Naturschutz. 1975 gründete er zusammen mit Horst Stern und 19 anderen Umweltschützern den Bund für Umwelt und Naturschutz Deutschland (BUND); bis zu seinem Tod 1987 war er Präsident der Zoologischen Gesellschaft Frankfurt.

### Nach der Pensionierung
Seit der Pensionierung als Direktor des Frankfurter Zoos nutzte Grzimek von 1974 bis zu seinem Tod 1987 eine Mühle am Fuße des Steigerwaldes bei Donnersdorf im Landkreis Schweinfurt als seinen Altersruhesitz, pendelte aber oft noch nach Frankfurt und reiste um die Welt. Zudem gilt er als Mitbegründer der Idee für einen Nationalpark Steigerwald. 1975 erwarb er zehn Hektar an den vorgeschlagenen Nationalpark angrenzende Waldflächen und Feuchtwiesen bei Michelau im Steigerwald, um sie sich selbst zu überlassen.

### Öffentliches Wirken

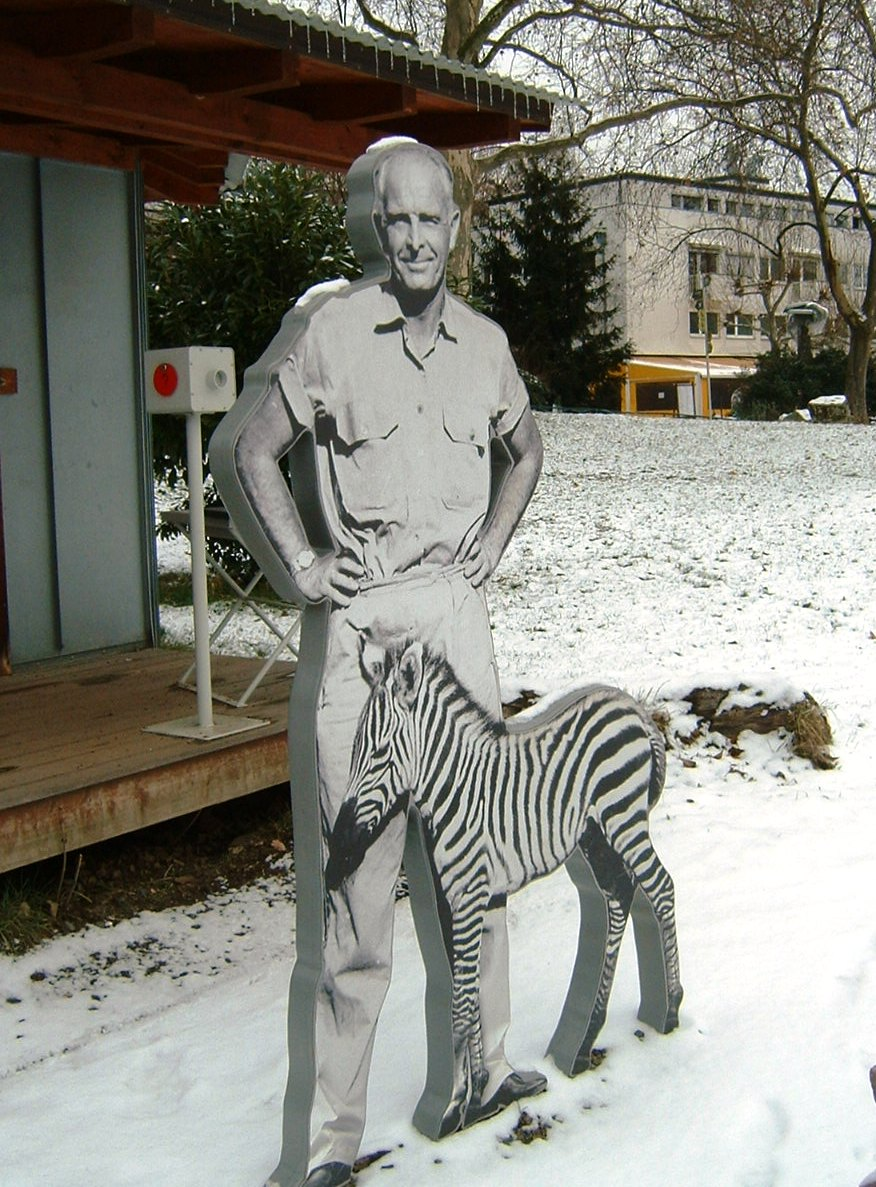
Grzimekstandbild im Zoo Frankfurt

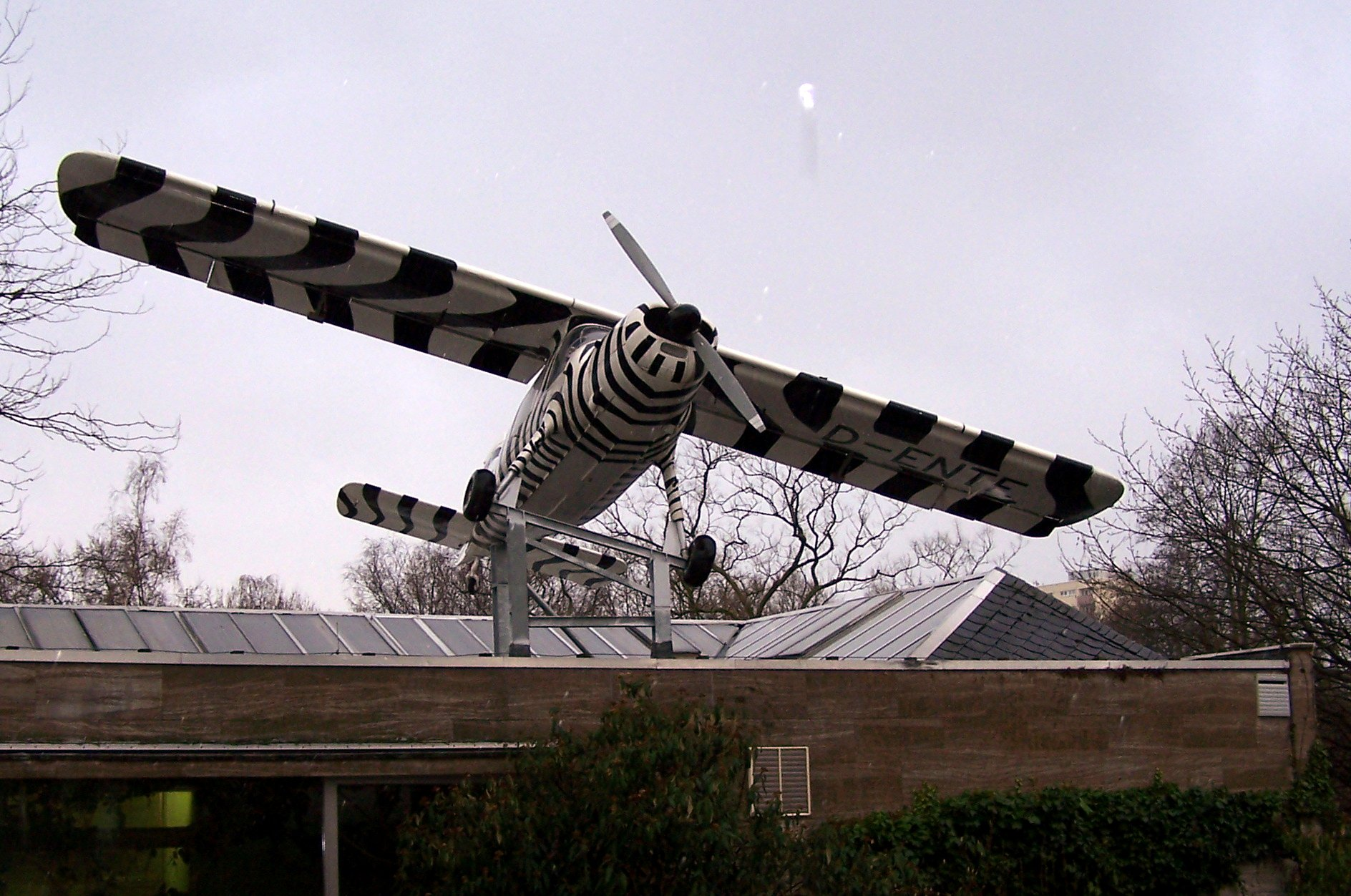
Nachbau des Flugzeuges (Dornier Do 27) der Grzimeks im Frankfurter Zoo

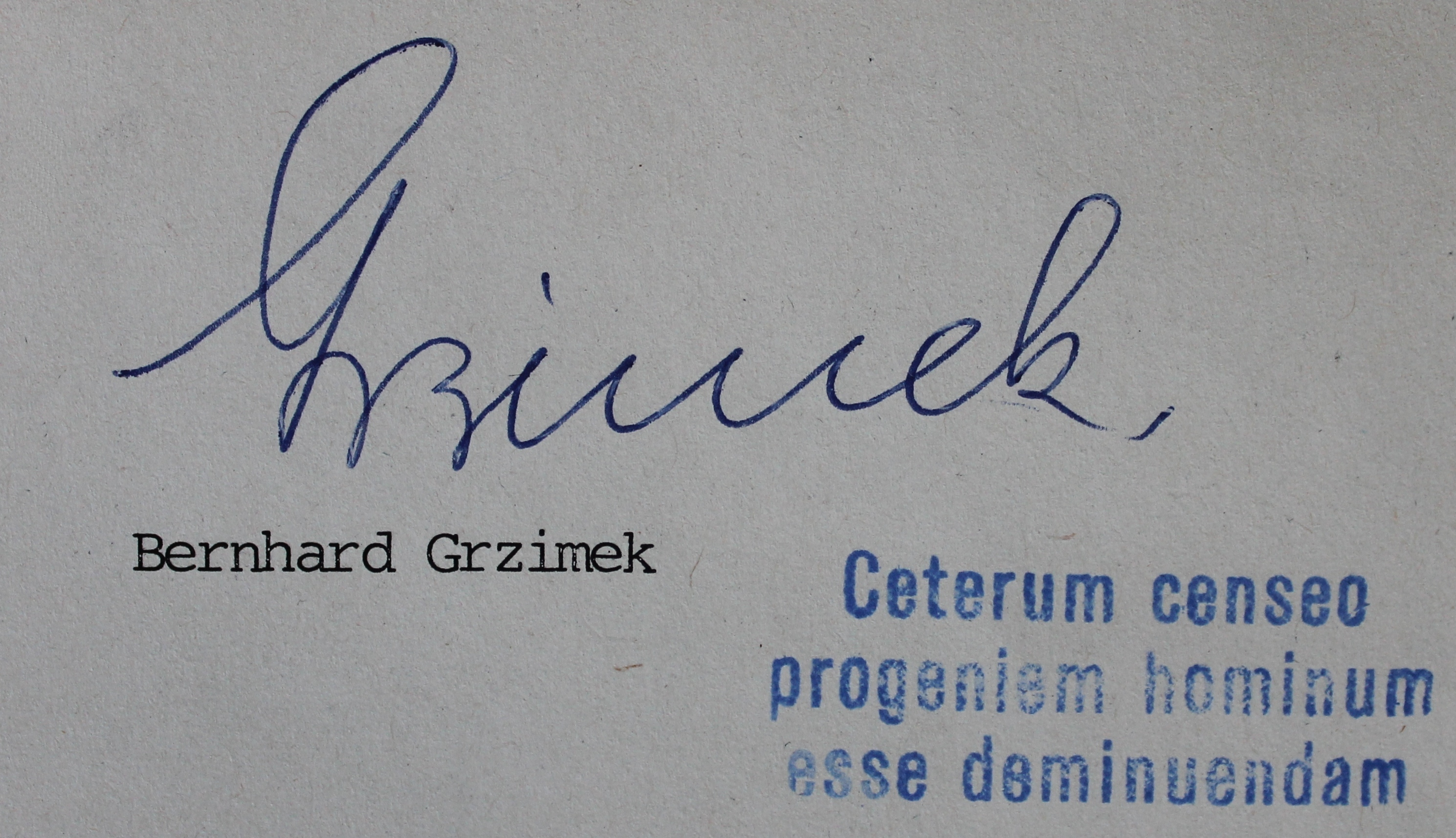
Unterschrift mit lateinischem Zusatz (Stempel: „Im Übrigen bin ich der Meinung, dass das Anwachsen der Menschheit verringert werden muss.“)

Anfang der 1950er Jahre hatte Bernhard Grzimek Afrika bereist – zum einen, um Tiere für seinen Frankfurter Zoo zu fangen, zum anderen, um das Verhalten afrikanischer Tiere in freier Natur zu studieren und um hieraus Rückschlüsse ziehen zu können für eine artgerechtere Haltung der Tiere in einem Zoo. Der drohende Untergang der afrikanischen Tierwelt durch übermäßige Jagd und die Zerstörung ihrer Lebensräume durch den Siedlungsdruck der Menschen, der ihm bei diesen Exkursionen bewusst wurde, veranlasste ihn zu einem lebenslangen Engagement für die Wildtiere Afrikas. Hierfür nutzte Grzimek geschickt auch das aufkommende neue Massenmedium Fernsehen.
Seine regelmäßigen Fernsehsendungen machten Bernhard Grzimek seit Ende der 1950er Jahre landesweit bekannt und beliebt. Legendär wurden seine Liveauftritte als Autor und Moderator der am 28. Oktober 1956 erstmals ausgestrahlten hr-Sendereihe Ein Platz für Tiere, zu denen er stets ein Tier aus dem Frankfurter Zoo mitbrachte und an sich umherklettern ließ – häufig auch Raubtiere – und am Schluss jeder Sendung unter genauer Angabe der Kontonummer zur „Hilfe für die bedrohte Tierwelt“ aufforderte. 1980 wurde die 150. Folge der Sendereihe ausgestrahlt, und sie war nicht die letzte; die Reihe erreichte schließlich circa 175 Folgen.
Auch als Buchautor und Tierfilmer hatte Grzimek großen Erfolg. Für seine Projekte in der afrikanischen Serengeti-Steppe lernten er und sein Sohn Michael fliegen. Es entstanden 1956 zunächst das Buch Kein Platz für wilde Tiere und anschließend der gleichnamige Tier- und Urwaldfilm, der den Bundesfilmpreis und den Goldenen Bären erhielt. Das Buch wurde in zahlreiche Sprachen übersetzt und trug ganz erheblich zur Einrichtung von Naturreservaten in Afrika bei.
1958/59 entstand der im folgenden Jahr mit einem Oscar ausgezeichnete Film Serengeti darf nicht sterben, dessen Dreharbeiten mit umfangreichen wissenschaftlichen Erhebungen über die Zahl der Wildtiere in Ostafrika und über deren Wanderungen verbunden waren. Grund dazu waren Pläne, einen Teil des Naturparks abzutrennen und durch Angliederung anderer Gebiete auszugleichen. Die Ergebnisse zeigten, dass in den abzutrennenden Gebieten Teile der jährlichen Wanderwege der Tiere lagen, während das Ersatzgebiet kaum in Anspruch genommen wurde. Während der Dreharbeiten verunglückte sein Sohn Michael Grzimek im Januar 1959 bei einem Flugzeugabsturz tödlich; er wurde im Ngorongoro-Krater am Rande der Serengeti beigesetzt. Die Ergebnisse der hauptsächlich von Michael Grzimek durchgeführten Forschungsarbeiten zu den Tierwanderungen in der Serengeti wurden von Bernhard Grzimek posthum zusammengefasst und veröffentlicht.
Ende 1967 wandte sich Grzimek an den damaligen Bundeslandwirtschaftsminister Hermann Höcherl, um gegen den Bau des Hühnerhochhauses in Berlin-Neukölln, in dem 250.000 Legehennen auf engstem Raum gehalten werden sollten, zu protestieren. Es war der erste öffentliche Einsatz von Grzimek gegen die Käfighaltung von Hühnern, viele weitere folgten.
Zwischen 1967 und 1974 zeichnete Bernhard Grzimek für die Enzyklopädie Grzimeks Tierleben in 13 Bänden als Herausgeber verantwortlich.
Grzimek machte auch auf Probleme der menschlichen Bevölkerungszunahme aufmerksam. In Anlehnung an das klassische lateinische Zitat Ceterum censeo Carthaginem esse delendam stempelte er Briefköpfe mit dem Satz ceterum censeo progeniem hominum esse diminuendam („Im Übrigen bin ich der Meinung, dass das Anwachsen der Menschheit verringert werden muss“, wörtliche Übersetzung: „Im Übrigen meine ich, dass die Nachkommenschaft der Menschen abnehmen muss“), siehe Abbildung oben rechts.
Loriot setzte dem Zoologen schon zu dessen Lebzeiten ein kleines Denkmal: Er zeichnete im Rahmen der sechsteiligen Fernsehserie Loriot als Parodie auf die grzimeksche Sendereihe einen Trickfilm über die Steinlaus und spielte eine Imitation der Sendereihe. Beider Wirken wurde über lange Jahre sogar mit einem Eintrag des fiktiven Tieres im Pschyrembel gewürdigt.

### Tod und Nachleben

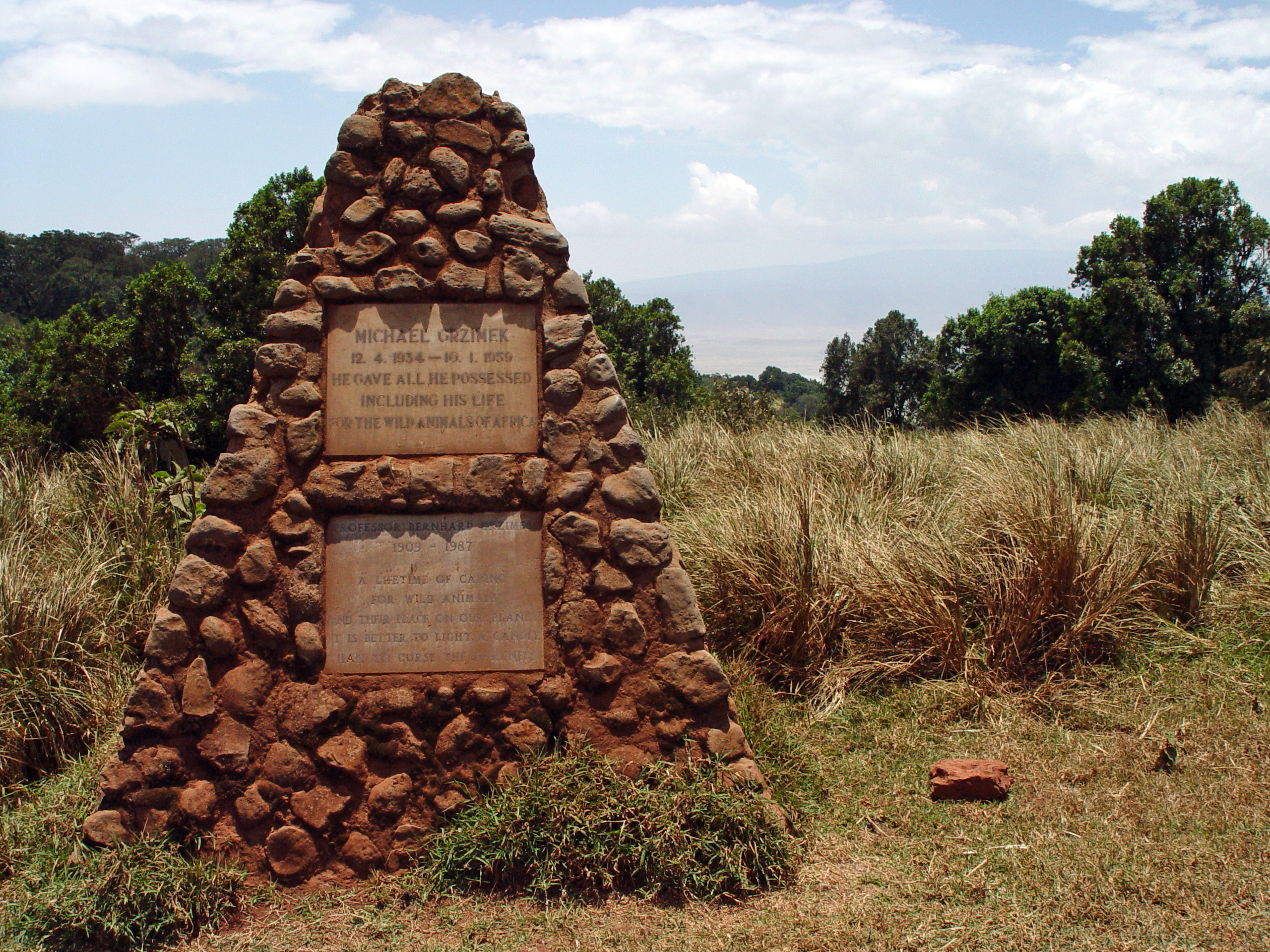
Grab von Michael Grzimek und Bernhard Grzimek im Ngorongoro

Bernhard Grzimek starb am 13. März 1987 in Frankfurt am Main als Zuschauer während der Tigervorstellung des Zirkus Althoff. Seine Urne wurde später nach Tansania überführt und neben seinem Sohn Michael auf dem Kraterrand des Ngorongoro-Kraters beigesetzt.
Nach Grzimeks Tod verhinderten Erbstreitigkeiten über viele Jahre die Verwendung seines materiellen und schöpferischen Nachlasses.
Seit 2013 wird zu Ehren seines Andenkens durch die KfW-Stiftung in Frankfurt am Main alle zwei Jahre der mit 50.000 Euro dotierte KfW-Bernhard-Grzimek-Preis für herausragende Verdienste um den Erhalt von Biodiversität verliehen. Sein Enkel Christian Grzimek ist Mitglied der Jury.

## Kritik
Der Naturkundler und Tierfilmer Henry Makowski warf Grzimek 1960 vor, durch dessen strikte Ablehnung einer zielgerichteten Bestandsregulierung auch mittels Jagd in den eingerichteten Schutzgebieten Ostafrikas das ökologische Gleichgewicht zum Nachteil der eigentlich zu schützenden Tiere sowie der Landschaft negativ zu beeinflussen.
Thomas Lekan, Historiker an der University of South Carolina, kritisierte 2020 die romantisierte Sicht Grzimeks auf die Serengeti als eine „unberührte“ Natur, die von der ansässigen Bevölkerung geschützt werden muss. Diese westliche, post-koloniale Perspektive auf die Serengeti bringe ein verzerrtes Bild und Narrativ mit sich, das bis heute anhalte. Lekan zufolge werde außer Acht gelassen, dass es sich um eine Kulturlandschaft handle, die von den Massai geformt, gepflegt und geschützt werde. Grzimeks Einfluss auf die tansanische Regierung und die Etablierung von Schutzgebieten im Sinne des Festungsnaturschutzes, führten dazu, dass die Massai von ihrem angestammten Land gewaltsam vertrieben und ein Naturschutzkonzept im Sinne der europäischen Perspektive etabliert wurde. Noch heute litten die Massai unter den kolonialen Narrativen und dem anhaltenden Landraub auf Kosten des Naturschutzes. Ihre Rolle zum Schutz der Natur werde nicht anerkannt. Naturschutz sei durch Tourismus und Trophäenjagd zu einem lukrativen Geschäft geworden. Diese Naturschutzinteressen würden in ganz Afrika gewaltsam und militarisiert durchgesetzt.

## Auszeichnungen und Ehrungen
- 1956: zwei Goldene Bären für Kein Platz für wilde Tiere in den Kategorien Internationaler Dokumentarfilm und Publikumspreis[32]
- 1956: Bundesfilmpreis für Kein Platz für wilde Tiere[32]
- 1959: Goldener Bildschirm für die Fernsehsendung Ein Platz für Tiere[33]
- 1960: Academy Award (Oscar) für Serengeti darf nicht sterben in der Kategorie Dokumentarfilm[34]
- 1960: Honorarprofessur an der Veterinärmedizinischen Fakultät der Justus-Liebig-Universität Gießen[35]
- 1960: Verleihung der Ehrendoktorwürde eines Dr. med. vet. h. c. der Humboldt-Universität zu Berlin[35]
- 1960: Ernennung zum Ehrenmitglied der Wissenschaftlichen Gesellschaft für Veterinärmedizin der DDR (WGV)[35]
- 1963: Goldene Medaille der New York Zoological Society für „outstanding services in conservation of nature“
- 1964: Wilhelm Bölsche-Medaille für Verdienste um die Verbreitung der Naturwissenschaften in Deutschland
- 1968: Krawattenmann des Jahres
- 1969: Großes Bundesverdienstkreuz
- 1969: Goldene Kamera
- 1970: Aufnahme in den wissenschaftlichen Beirat der Zeitschrift Kosmos
- 1973: Bambi
- 1974: Großes Bundesverdienstkreuz mit Stern
- 1978: Einweihung des neuen Nachttierhauses im Frankfurter Zoo unter dem Namen Grzimek-Haus[36]
- 1981: Honorarprofessor der Lomonossow-Universität Moskau
- 2008: Umbenennung eines Teils der Frankfurter Straße Am Tiergarten in Bernhard-Grzimek-Allee[37]

## Werke

### Filme
- 1953: Affenkinder[38]
- 1956: Kein Platz für wilde Tiere
- 1959: Serengeti darf nicht sterben
- 1956–1980: Ein Platz für Tiere (Fernsehreihe der ARD; bis 1987 gekürzte Neubearbeitungen)

### Bücher
- 1933: Das Arteriensystem des Halses und Kopfes, der Vorder- und Hintergliedmaße von Gallus domesticus. Berlin 1933 OCLC 908811562 (Dissertation Tierarztliche Hochschule zu Berlin 1933, 19 Seiten, Illustrationen, 8, Teildruck auch als: Die Arteria carotis des Haushuhnes, in: Berliner tierärztliche Wochenschrift, Nr. 49).
- 1933: Das kleine Geflügelbuch. Deutscher Verlag, Berlin.
- 1933: Geflügel richtig füttern
- 1934: Das Eierbuch
- 1936: Handbuch für Geflügelkrankheiten. Später als Neuauflage unter dem Titel Krankes Geflügel
- 1941: Wir Tiere sind ja gar nicht so! Franckh’sche Verlagshandlung
- 1943: Unsere Brüder mit den Krallen. Heinrich F. C. Hannsmann, Stuttgart
- 1943: Wolf Dschingis: Neue Erlebnisse, Erkenntnisse und Versuche mit Tieren. Franckh’sche Verlagshandlung.
- 1949: Das Tierhaus in den Bergen (Jugendbuch). Heinrich F. C. Hannsmann, Stuttgart. – 1962: Hallwag, Bern
- 1950: Gefangenhaltung von Tieren. In: Studium Generale, Jahrgang 3, 1950, ISBN 978-3-662-38240-0
- 1949: Michael knipst sich aus. Heinrich F. C. Hannsmann, Stuttgart
- 1949: Die Elefantenschule. Heinrich F. C. Hannsmann, Stuttgart
- 1951: Affen im Haus und andere Tierberichte. Franckh’sche Verlagshandlung
- 1952: Flug ins Schimpansenland: Reise durch ein Stück Afrika von heute. Franckh’sche Verlagshandlung
- 1954: Kein Platz für wilde Tiere
- 1956: 20 Tiere und ein Mensch
- 1956: Thulo aus Frankfurt Rund um die Giraffe. Franckh’sche Verlagshandlung
- 1959: Serengeti darf nicht sterben. 367 000 Tiere suchen einen Staat. Zusammen mit seinem Sohn Michael verfasst. Ullstein, Berlin
- 1962: Auch Nashörner gehören allen Menschen
- 1963: Wir lebten mit den Baule. Flug ins Schimpansenland. Ullstein Taschenbuch (Neuausgabe des Buches von 1952)
- 1965: Wildes Tier, weißer Mann
- 1966: Mit Grzimek durch Australien
- 1967: Grzimeks Tierleben. Enzyklopädie des Tierreichs. 13 Bände. Zürich; Neudruck 1980.
- 1969: Grzimek unter Afrikas Tieren: Erlebnisse, Beobachtungen, Forschungsergebnisse.
- 1974: Auf den Mensch gekommen: Erfahrungen mit Leuten. Bertelsmann, München 1974, ISBN 3-570-02608-6 (erste Autobiografie).
- 1975: 20 Tiere und ein Mensch. (DDR Lizenzausgabe erschienen beim Henschelverlag Berlin)
- 1977: Und immer wieder Pferde. Kindler; auch Fischer
- 1979: Vom Grizzlybär zur Brillenschlange: Ein Naturschützer berichtet aus vier Erdteilen. Kindler
- 1980: Einsatz für Afrika: Neue Erlebnisse mit Wildtieren. Kindler
- 1984: Tiere, mein Leben: Erlebnisse und Forschungen aus fünf Jahrzehnten. Harnack, München 1984, ISBN 3-88966-011-8 (zweite Autobiografie).
- 1987–1989: Grzimeks Enzyklopädie der Säugetiere. (Herausgeber)
- 2009: Mein Leben. Erinnerungen des Tierforschers. Erweiterte Neuauflage der Autobiografie, Piper-Taschenbuch 5386, München / Zürich 2009, ISBN 978-3-492-25386-4.

### Zeitschriften
- Ab 1960: Das Tier (Herausgeber zusammen mit Konrad Lorenz, Heini Hediger und Harald Schliemann)

## Film und Audio

### Dokumentationen
- Thomas Weidenbach: Bernhard Grzimek – Ein Leben für die Tiere. ZDF 2004; ca. 54 Minuten[39]
- Erika Kimmel, Bernd Isecke: Legenden – Bernhard Grzimek. ARD 2008; 45 Minuten[40]

### Filmbiografie
- Roland Suso Richter: Grzimek. ARD 2015; 165 Minuten. Mit Ulrich Tukur als Hauptdarsteller.[41][42]

### Podcast
- Audio: Wie Bernhard Grzimek den Frankfurter Zoo rettete. (Memento vom 4. Dezember 2018 im Internet Archive) Im Original publiziert von hr-info am 3. April 2015, Audiolänge ca. 24 Minuten.

## Belege
- Für den Abschnitt Werdegang: Stadtarchiv Frankfurt am Main, Personalakte B. Grzimek

1. 1 2  Sewig: Der Mann, der die Tiere liebte, 2009, S. 12.
2. ↑  Sewig 2009, S. 13 und 116.
3. ↑  Paulfranz GRZIMEK/Margarete WANKE. Abgerufen am 18. Mai 2023.
4. ↑  Sewig 2009, S. 199 f.
5. ↑  Sewig 2009, S. 93 und 128.
6. ↑  Sewig 2009, S. 51.
7. ↑  Bernhard Grzimek: Das Arteriensystem des Halses und Kopfes, der Vorder- und Hintergliedmaße von Gallus domesticus. Berlin 1933 (dnb.de [abgerufen am 6. Januar 2025]).
8. ↑  Bundesarchiv R 9361-IX KARTEI/12390957
9. ↑  Die „normale“ Wahrheit hinter Grzimeks Nazi-Akte. In: Die Welt vom 4. April 2015. 1945 verschwieg er die Mitgliedschaft, um seine Stellung in Frankfurt am Main zu erhalten.
10. ↑  Sewig 2009, S. 62.
11. ↑  Sewig 2009, S. 69 f.
12. ↑  Der Bienenforscher und das NS-Regime. Beitrag von Klaus Taschwer in Der Standard vom 1. Januar 2014.
13. ↑  Frankfurter Neue Presse, Ausgabe vom 15. Juni 1946.
14. ↑  Die Wissenschaft steigt in den Tigerkäfig. In: Neues Wiener Tagblatt. Demokratisches Organ / Neues Wiener Abendblatt. Abend-Ausgabe des („)Neuen Wiener Tagblatt(“) / Neues Wiener Tagblatt. Abend-Ausgabe des Neuen Wiener Tagblattes / Wiener Mittagsausgabe mit Sportblatt / 6-Uhr-Abendblatt / Neues Wiener Tagblatt. Neue Freie Presse – Neues Wiener Journal / Neues Wiener Tagblatt, 17. Jänner 1945, S. 3 (online bei ANNO).
15. ↑  Jetzt ist es Zeit, Eier einzulegen!. In: Radio Wien, 24. April 1936, S. 26 (online bei ANNO). Sonntag, 26. April 1936 11.30 Deutschlandsender 1571 m
16. ↑  Angorawolle setzt sich durch!. In: Radio Wien, 8. Jänner 1937, S. 29 (online bei ANNO). Donnerstag, 14. Januar 1937 11.05 Deutschlandsender 1571 m
17. ↑  Sendetermine einiger Rundfunkvorträge von Bernhard Grzimek (Trefferliste einschlägiger Suche bei ANNO.)
18. ↑  Ein Pferd, das kein Pferd kannte. Ein neuer Versuch des Tierforschers Dr. Bernhard Grzimek. In: Das interessante Blatt / Wiener Illustrierte, 28. Dezember 1944, S. 10 (online bei ANNO).
19. ↑  Waldstraße in Johannisthal. In: waldstrasse.georgiu.de. Abgerufen am 5. Mai 2022.
20. ↑  Belegt ist dies durch eine im Frankfurter Stadtarchiv verwahrte eidesstattlichen Erklärung, die ein „Mitwisser“ dieser Hilfsaktionen verfasst hat.
21. ↑  Sewig 2009, S. 153 und 156 f.
22. ↑  Bildagentur OKAPIA – Über uns. 24. August 2016, abgerufen am 18. Mai 2023 (deutsch).
23. ↑  BN in Bayern geht in die Nationalparks-Offensive. (Memento vom 6. Januar 2015 im Internet Archive). Im Original publiziert auf mainpost.de vom 2. August 2009.
24. ↑  Lia Venn: Zu Grzimeks Geburtstag: Der Enkel des Feldherrn. In: Frankfurter Rundschau vom 15. April 2009; abgerufen am 1. April 2019.
25. ↑  Informationen Fernsehen. Hrsg. vom Hessischen Rundfunk, 2. Oktober 1986.
26. ↑  Michael Grzimek, Bernhard Grzimek: Sonderheft: A study of the Game of the Serengeti Plains. In: Zeitschrift für Säugetierkunde. (heute: Mammalian Biology.) Band 25, 1960, S. 1–61.
27. ↑  Sewig 2009, S. 320
28. ↑  Ernst Kern: Sehen – Denken – Handeln eines Chirurgen im 20. Jahrhundert. ecomed, Landsberg am Lech 2000, ISBN 3-609-20149-5, S. 95.
29. ↑  Sabine Ränsch: Bernhard Grzimek liebte Tiere, Frauen und Furzkissen. Auf: welt.de vom 12. März 2012, zuletzt abgerufen am 2. Juni 2022.
30. ↑  Grzimek – Der Entertainer. In: Der Spiegel, Heft 38/1960. 14. September 1960, abgerufen am 2. Juni 2022.
31. ↑  Thomas M. Lekan: Our Gigantic Zoo: A German Quest to Save the Serengeti. Oxford University Press, New York 2020, ISBN 978-0-19-984367-1.
32. 1 2  Sewig 2009, S. 209
33. ↑  Sewig 2009, S. 243
34. ↑  Sewig 2009, S. 260 ff.
35. 1 2 3  Sewig 2009, S. 269
36. ↑  Scherpner 1983, S. 155 und 165: Das während der Bauphase ab 1972 noch als 24-Stunden-Haus bezeichnete Tierhaus wurde durch Magistratsbeschluss im September 1978 als Grzimek-Haus eingeweiht.
37. ↑  Sewig 2009, S. 187
38. ↑  1953. Abgerufen am 23. August 2022 (englisch).
39. ↑  „Ein Leben für die Tiere“: ZDF-Dokumentation über Grzimek. Programmhinweis auf welt.de vom 6. Januar 2005.
40. ↑  Legenden – Bernhard Grzimek. Auf: daserste.de, Juli 2008, zuletzt abgerufen am 2. Juni 2022.
41. ↑  Grzimek – Der Film. Auf: daserste.de, April 2015, zuletzt abgerufen am 2. Juni 2022.
42. ↑  TV-Film „Grzimek“: Tiere, Frauen, Dramen. Auf: spiegel.de vom 2. April 2015.

| Personendaten    | Personendaten                                                                                     |
| ---------------- | ------------------------------------------------------------------------------------------------- |
| NAME             | Grzimek, Bernhard                                                                                 |
| ALTERNATIVNAMEN  | Grzimek, Bernhard Klemens Maria Hofbauer Pius (vollständiger Name); Hofbauer, Clemens (Pseudonym) |
| KURZBESCHREIBUNG | deutscher Tierarzt, Tierfilmer, Autor und Herausgeber von Tierbüchern                             |
| GEBURTSDATUM     | 24. April 1909                                                                                    |
| GEBURTSORT       | Neisse, Provinz Schlesien                                                                         |
| STERBEDATUM      | 13. März 1987                                                                                     |
| STERBEORT        | Frankfurt am Main, Deutschland                                                                    |